# Liste der Einträge im National Register of Historic Places im Creek County
Diese Liste der Einträge im National Register of Historic Places im Creek County enthält alle im Creek County, Oklahoma in das National Register of Historic Places eingetragenen Gebäude, Bauwerke, Objekte, Stätten oder historischen Distrikte.
Diese Liste entspricht dem Bearbeitungsstand des National Park Service/National Register of Historic Places vom 11. Oktober 2024.

## Legende
| NRHP | Historic Place             |
| HD   | National Historic District |

## Aktuelle Einträge
| [ 2 ] | Name                                       | Bild                                       | Eintragsdatum                  | Lage | Ort           | Beschreibung |
| ----- | ------------------------------------------ | ------------------------------------------ | ------------------------------ | --- | ------------- | ------------ |
| 1     | Jackson Barnett No. 11 Oil Well            |                                            | 27. Juli 1982 ID-Nr. 82003681  | südlich von Drumright 35° 58′ 26″ N, 96° 35′ 3,8″ W                                                                              | Drumright     |              |
| 2     | Beard Motor Company                        | Beard Motor Company                        | 27. Mai 2004 ID-Nr. 04000522   | 210 E. 9th Street 35° 50′ 8″ N, 96° 23′ 16″ W                                                                                    | Bristow       |              |
| 3     | Berryhill Building                         | Berryhill Building                         | 30. Nov. 1999 ID-Nr. 99001423  | 14-20 E. Dewey Ave. 35° 59′ 54″ N, 96° 6′ 47″ W                                                                                  | Sapulpa       |              |
| 4     | Bridge No. 18 at Rock Creek                | Bridge No. 18 at Rock Creek                | 23. Feb. 1995 ID-Nr. 95000031  | an der Kreuzung der Old U.S. Route 66 mit dem Rock Creek 35° 59′ 37″ N, 96° 8′ 11″ W                                             | Sapulpa       |              |
| 5     | Bristow Firestone Service Station          | weitere Bilder                             | 6. Sep. 2007 ID-Nr. 07000912   | 321 N. Main 35° 50′ 7″ N, 96° 23′ 25″ W                                                                                          | Bristow       |              |
| 6     | Bristow Motor Company Building             | Bristow Motor Company Building             | 23. Feb. 1995 ID-Nr. 95000032  | 500 N. Main St. 35° 50′ 13″ N, 96° 23′ 27″ W                                                                                     | Bristow       |              |
| 7     | Bristow Presbyterian Church                | Bristow Presbyterian Church                | 3. Okt. 1979 ID-Nr. 79001992   | 6th und Elm Sts. 35° 49′ 57″ N, 96° 23′ 35″ W                                                                                    | Bristow       |              |
| 8     | Bristow Tire Shop                          | Bristow Tire Shop                          | 23. Feb. 1995 ID-Nr. 95000033  | 115 W. 4th Street 35° 49′ 51″ N, 96° 23′ 29″ W                                                                                   | Bristow       |              |
| 9     | Creek County Courthouse                    | Creek County Courthouse                    | 22. März 1985 ID-Nr. 85000679  | 222 E. Dewey Ave. 35° 59′ 54″ N, 96° 6′ 37″ W                                                                                    | Sapulpa       |              |
| 10    | Creek Masonic Lodge No. 226                | weitere Bilder                             | 20. März 2017 ID-Nr. 100000768 | 417 N. Main St. 35° 50′ 10,7″ N, 96° 23′ 27,5″ W                                                                                 | Bristow       |              |
| 11    | Depew Route 66 Segment                     | Depew Route 66 Segment                     | 10. Sep. 2014 ID-Nr. 14000593  | U.S. Route 66 35° 47′ 11″ N, 96° 33′ 40,7″ W                                                                                     | Depew, Vorort |              |
| 12    | Drumright Gasoline Plant No. 2             |                                            | 27. Juli 1982 ID-Nr. 82003677  | nördlich von Drumright 36° 0′ 33″ N, 96° 34′ 57″ W                                                                               | Drumright     |              |
| 13    | Aaron Drumright House                      | Aaron Drumright House                      | 17. Aug. 1982 ID-Nr. 82003678  | 403 S. Creek Avenue 35° 59′ 8″ N, 96° 36′ 24″ W                                                                                  | Drumright     |              |
| 14    | First United Methodist Church of Drumright | First United Methodist Church of Drumright | 31. März 1982 ID-Nr. 82003679  | 115 N. Pennsylvania Avenue 35° 59′ 21″ N, 96° 36′ 7″ W                                                                           | Drumright     |              |
| 15    | John Frank House                           | John Frank House                           | 20. März 2002 ID-Nr. 02000221  | 1300 Luker Lane 35° 59′ 8,2″ N, 96° 6′ 10,1″ W                                                                                   | Sapulpa       |              |
| 16    | J.W. Fulkerson House                       |                                            | 23. März 1982 ID-Nr. 82003680  | 508 E Broadway 35° 59′ 17,9″ N, 96° 35′ 43,1″ W                                                                                  | Drumright     |              |
| 17    | House Building                             | weitere Bilder                             | 9. Sep. 2020 ID-Nr. 100005554  | 301–305 North Main Street 35° 50′ 6″ N, 96° 23′ 27,6″ W                                                                          | Bristow       |              |
| 18    | Klingensmith Park Amphitheater             | weitere Bilder                             | 12. Sep. 2016 ID-Nr. 16000619  | W. 7th, W. 5th und Country Club Drive 35° 49′ 57,4″ N, 96° 24′ 7,9″ W                                                            | Bristow       |              |
| 19    | Little Deep Fork Creek Bridge              | weitere Bilder                             | 5. Dez. 2003 ID-Nr. 03001237   | östlich der Straßenkreuzung der E0830 Rd. und N3700 Rd. 35° 48′ 49″ N, 96° 26′ 6″ W                                              | Bristow       |              |
| 20    | Markham School and Teacherage              |                                            | 21. Apr. 1982 ID-Nr. 82003683  | südwestlich von Oilton 36° 3′ 38,9″ N, 96° 36′ 24,8″ W                                                                           | Oilton        |              |
| 21    | McClung House                              | weitere Bilder                             | 27. Juni 1980 ID-Nr. 80003262  | 18 W. Goodykoontz Avenue 35° 59′ 26,2″ N, 96° 6′ 51,1″ W                                                                         | Sapulpa       |              |
| 22    | Meacham Building                           | Meacham Building                           | 21. Apr. 1982 ID-Nr. 82003682  | 102 E. Main Street 36° 5′ 12,1″ N, 96° 35′ 7,1″ W                                                                                | Oilton        |              |
| 23    | St. George Episcopal Church                |                                            | 1. Mai 2024 ID-Nr. 100010278   | 148 West 7th Street 35° 50′ 2″ N, 96° 23′ 32,6″ W                                                                                | Bristow       |              |
| 24    | Santa Fe Depot                             | Santa Fe Depot                             | 2. Apr. 1981 ID-Nr. 81000460   | Broadway und Harley Street 35° 59′ 20″ N, 96° 35′ 53,2″ W                                                                        | Drumright     |              |
| 25    | Sapulpa Downtown Historic District         | weitere Bilder                             | 14. Sep. 2002 ID-Nr. 02000975  | zwischen der Hobson Ave., Elm St., Lee Ave. und Main Street 35° 59′ 53,9″ N, 96° 6′ 42,8″ W                                      | Sapulpa       |              |
| 26    | Tank Farm Loop Route 66 Roadbed            | Tank Farm Loop Route 66 Roadbed            | 6. Sep. 2006 ID-Nr. 06000797   | an der Straßenkreuzung von Oklahoma State Highway 66 und Old U.S. Route 66 35° 54′ 33,1″ N, 96° 18′ 50″ W                        | Bristow       |              |
| 27    | Texaco Service Station                     | Texaco Service Station                     | 23. Feb. 1995 ID-Nr. 95000034  | 201 W. 4th Avenue 35° 49′ 50,9″ N, 96° 23′ 35,9″ W                                                                               | Bristow       |              |
| 28    | Tidal School                               | Tidal School                               | 2. Apr. 1981 ID-Nr. 81000461   | südlich von Drumright, in der Nähe vom Oklahoma State Highway 16 35° 57′ 46,1″ N, 96° 35′ 3,8″ W                                 | Drumright     |              |
| 29    | Washington School                          |                                            | 28. Jan. 1981 ID-Nr. 81000462  | 214 W. Federal Street 35° 59′ 12,8″ N, 96° 36′ 11,2″ W                                                                           | Drumright     |              |
| 30    | West Sapulpa Route 66 Roadbed              | weitere Bilder                             | 3. März 2004 ID-Nr. 04000128   | an der Straßenkreuzung des Ozark Trail am Oklahoma State Highway 66, westlich der Sahoma Lake Road 35° 59′ 30,8″ N, 96° 9′ 45″ W | Sapulpa       |              |
| 31    | Wheeler No. 1 Oil Well                     |                                            | 14. März 1983 ID-Nr. 83002083  | Oklahoma State Highway 99 35° 59′ 57,8″ N, 96° 35′ 49,9″ W                                                                       | Drumright     |              |